# سارة دانيوس
سارة دانيوس (بالسويدية: Sara Danius)‏ (5 أبريل 1962 - 12 أكتوبر 2019) ناقدة أدبية وأستاذة وكاتبة سويدية، وعالمة في الأدب وعلم الجمال، عملت أستاذ علم الجمال في جامعة سودرتن، ومحاضر في الأدب في جامعة أوبسالا، وأستاذ في العلوم الأدبية في جامعة ستوكهولم، وهي أول أمرأة ترأس منصب سكرتيرة دائمة للأكاديمية السويدية.

## حياتها
هي ابنة المؤلفة آنا والغرن ولارس دانيوس. تخرجت من جامعة ستوكهولم في عام 1986، وحصلت على درجة الماجستير في الآداب في النظرية النقدية من جامعة نوتنغهام في عام 1989. عاشت في الولايات المتحدة لمدة عشر سنوات، وفي عام 1997، حصلت على دكتوراه من جامعة ديوك. وأيضا في عام 1999 حصلت على دكتوراه من جامعة أوبسالا. ونشرت عن العلاقة بين الأدب والمجتمع، وكتبت عن مارسيل بروست، وغوستاف فلوبير، وجيمس جويس. شغلت منصب سكرتيرة دائمة في الأكاديمية السويدية بين عامي 2015 - 2018، حيث استقالت بسبب فضيحة التحرش الجنسي التي شهدتها الأكاديمية خلال فترة رئاستها.

## استقالتها من الأكاديمية السويدية
أعلنت دانيوس تخليها عن مقعدها في الأكاديمية السويدية التي تمنح جائزة نوبل للآداب بعد عام من استقالتها من منصبها كأمينة دائمة للأكاديمية، وذلك بسبب فضيحة التحرش الجنسي التي طالت الأكاديمية بعد نشر صحيفة «داغنز نيهيتر» السويدية في سياق حملة «أنا أيضا» شهادات لـ 18 امرأة قلن أنهن تعرضن للتحرش الجنسي أو العنف من قبل شخصية لها نفوذ في الأكاديمية.

## وفاتها
توفيت في 12 أكتوبر 2019 بعد معاناتها مع مرض السرطان عن عمر يناهز 57عامًا.